# Барроумэн, Джон
Джон Скотт Ба́рроумэн (англ. John Scott Barrowman; род. 11 марта 1967, Глазго, Шотландия, Великобритания) — шотландско-американский актёр, певец, танцор и писатель, имеющий британское и американское гражданства. Родился в Глазго, Шотландия, вырос в Иллинойсе, так как его семья переехала туда, когда Джону было всего девять лет. Благодаря своим школьным учителям ещё в юности увлекся музыкой и театром. Перед тем как вернуться в Британию, учился в Международном Университете Соединенных Штатов (United States International University) в Сан-Диего. Дебютом стала роль Билли Крокера в музыкальной комедии Anything Goes Коула Портера в лондонском театре Вест-Энд.
После дебюта на сцене Барроумэн продолжал играть главные роли в различных мюзиклах и в Вест-Энде, и на Бродвее, например, в «Матадоре», «Мисс Сайгон», «Призраке Оперы» и «Бульваре Сансет». После появления в мюзикле «The Fix» Сэма Мендеса в 1998 был номинирован на Премию Лоренса Оливье за лучшую мужскую роль в мюзикле и в начале 2000-х годов вернулся к роли Билли Крокера в новых постановках Anything Goes. Последним выступлением в Вест-Энде было участие в театральной постановке «Клетки для чудиков».
На британском телевидении Барроумэн участвует в различных проектах Би-би-си. Его самая значительная телевизионная роль — капитан Джек Харкнесс из сериала «Доктор Кто» и его спин-оффа «Торчвуд». Он также принимает участие в различных развлекательных программах («Live & Kicking», «Any Dream Will Do», «How Do You Solve A Problem Like Maria?» и «I’d Do Anything») и телевизионных проектах (Танцы на льду).
Барроумэн не скрывает того, что он гей, и это отразилось на сериале «Торчвуд». В 2006 году он заключил гражданское партнерство с архитектором Скоттом Гиллом (Scott Gill). Также в 2006 году он был избран «Артистом года» Стоунволлом (британская правозащитная организация по защите прав сексуальных меньшинств).

## Молодость
Джон Скотт Барроумэн родился в 1967 году в Глазго в семье, где уже были сын и дочь. Первые восемь лет своей жизни он прожил там. Его мать была певицей и работала клерком в музыкальном магазине до тех пор, пока его отца не пригласили работать в компанию «Катерпиллар», занимавшуюся тяжелым машиностроением в Уддингстон. В 1976 фирма перевела его отца в Аврору, Иллинойс, в Соединенные Штаты Америки, где его отец управлял заводом по изготовлению тракторов. Барроумэн отзывается о своей семье с любовью, но при этом строго и воспитанно: он всегда вежлив с ними и с уважением относится к своим родственникам. Сравнивая две страны, в которых он жил, Барроумэн говорит: «Шотландия сплотила нашу семью, а Америка заставила нас двигаться дальше». Семья поселилась в Джолиете, Иллинойс, где Барроумэн учился в Старшей Школе в самом сердце «типичного среднестатистического консервативного городка». Его учителя музыки и английского изменили его будущее — преподаватель искусства привил ему любовь к выступлениям, а учитель английского вдохновил Джона на реализацию его творческого потенциала.
Как новичку, Барроумэну редко доставались роли в мюзиклах и с 1983 по 1985 он играл в «Hello, Dolly!», «Oliver!», «Camelot», «Li’l Abner» и «Anything Goes». Вспоминая прошлое, он говорит, что «без поддержки, которую он получил в старшей школе, он бы не выступал в королевской театральной труппе в Вест Энде перед Королевской Семьей». В старших классах Барроумэн работал землекопом в энергетической компании Иллинойса. Его отец готовил его и его брата и сестру к будущему, заставлял их привыкать к ручному труду. Он говорил им: «Если вы хотите работать руками всю оставшуюся жизнь — это ваш выбор. Но если вы не хотите этого, вы должны понимать важность образования и знать, что то, чего вы хотите — быть знатоками своего ремесла». Барроумэн работал на энергетическую компанию целое лето, но ему никогда не нравилась эта работа. В итоге он убедил компанию перевести его работать в офис. Он окончил Старшую Школу в 1985 и стал полноценным гражданином Соединенных Штатов (при этом он был ещё и гражданином Великобритании). После этого он переехал в Сан-Диего, Калифорния, и стал учиться актёрскому мастерству в Международном Университете Соединенных Штатов. Участвуя в программе обмена студентами, он вернулся в Соединенное Королевство в 1989 году.

## Личная жизнь
Барроумэн встретил своего молодого человека Скотта Гилла во время театральной постановки «Rope» на Чичестерском Театральном Фестивале в 1993, когда Гилл пришёл к нему после спектакля. У пары есть свои дома в Лондоне и Кардиффе. В конце 2005 года Джон сказал, что он не собирается заключать брак. Но год спустя Барроумэн и Гилл заключили гражданский брак, это произошло 27 декабря 2006 года. Они не хотят называть их отношения браком: «Мы просто хотим заключить гражданский брак. Никаких церемоний, ведь мы не считаем, что геям стоит жениться». Барроумэн не хочет заключать церковный (религиозный) брак, потому что «он не видит смысла заключать брак согласно религии, которая ненавидит его». Небольшая церемония прошла в Кардиффе. Там присутствовали его родственники и друзья, а также съёмочная группа «Торчвуда» и исполнительный продюсер Расселл Ти Дейвис.
У Барроумэна двойной диалект. Американский акцент он привил себе, когда в школе одноклассники унижали его из-за шотландского акцента. Также в одном из ток-шоу он сказал, что до сих пор разговаривает с шотландским акцентом в окружении родственников.
Книга его мемуаров «Anything Goes» была опубликована в 2008 году. Его сестра, преподавательница английского языка и журналистка, Кэрол Барроумэн, помогала ему в написании книги. В 2009 году он опубликовал «I Am What I Am», свои вторые мемуары, которые были посвящены его работе на телевидении и славе. В книге Джон рассказал, что в самом начале своей карьеры однажды начальство отправило к нему продюсера-гея, чтобы он поговорил с ним. Продюсер объяснил ему, что он должен пытаться притворяться гетеросексуалом, если хочет добиться успеха. Эти слова оскорбили актёра, и он стал обращать внимание на важность его роли как публичной персоны-гея: «Одна из моих самых главных целей как артиста — создать мир, в котором никто не станет говорить геям то, что тогда сказал мне тот продюсер». Барроумэн сотрудничает с Стоунуолл, организации по защите прав геев в Великобритании, оказывают поддержку кампании против гомофобии в школах. В апреле 2008 года команда разместила по стране более 600 постеров с надписью «Некоторые люди — геи. Смиритесь с этим!». Барроумэн делает значительные взносы и просит людей присоединиться к нему: «Помогите уничтожить гомофобию. Будьте смелыми. Будьте храбрыми. Относитесь к нам как к друзьям, а не как к врагам». В том же месяце он читал речь в Оксфорде о своей карьере, индустрии развлечений и защите прав геев. Он был избран Артистом Года в 2006 году Стоунуоллом и попал в Сотню 2008 года — ежегодный список людей нетрадиционной сексуальной ориентации от журнала «Out». В июне 2010 он встречался с премьер-министром Великобритании Дэвидом Кэмероном как представитель ЛГБТ.
2 июля 2013 года Джон Барроумэн и его партнер Скотт Гилл заключили официальный брак в штате Калифорния.

## Фильмография
| Год       |     | Русское название                    | Оригинальное название                     | Роль                                          |
| --------- | --- | ----------------------------------- | ----------------------------------------- | --------------------------------------------- |
| 1987      | ф   | Неприкасаемые                       | The Untouchables                          | прохожий / Street person                      |
| 1995—1996 | с   | Нью-Йорк, Центральный парк          | Central Park West                         | Питер Фэйрчайлд / Peter Fairchild             |
| 2000—2001 | с   | Титаны                              | Titans                                    | Питер Уильямс / Peter Williams                |
| 2001      | тф  | Собираем всё вместе                 | Putting It Together: Direct from Broadway | молодой человек / The Young Man               |
| 2002      | ф   | Акулы 3: Мегалодон                  | Shark Attack 3: Megalodon                 | Бен Карпентер / Ben Carpenter                 |
| 2004      | ф   | Метод                               | Method                                    | Тимоти Стивенс / Timothy Stevens              |
| 2004      | ф   | Любимчик                            | De-Lovely                                 | Джек и музыкант / Jack & Musical performer    |
| 2005      | ф   | Продюсеры                           | The Producers                             | главный тенор / Lead Tenor                    |
| 2005—2021 | с   | Доктор Кто                          | Doctor Who                                | Капитан Джек Харкнесс                         |
| 2006—2011 | с   | Торчвуд                             | Torchwood                                 | Капитан Джек Харкнесс                         |
| 2008      | с   | Отель «Вавилон»                     | Hotel Babylon                             | Саймон / Simon                                |
| 2008—2011 | с   | Животные в деле                     | Animals At Work                           | в роли самого себя                            |
| 2009—2011 | с   | Сегодня вечером                     | Tonight's the Night                       | в роли самого себя и капитана Джека Харкнесса |
| 2009      | с   | Моя семья                           | My Family                                 | доктор / The Doctor                           |
| 2010      | с   | Отчаянные домохозяйки               | Desperate Housewives                      | Патрик Логан / Patrick Logan                  |
| 2010      | с   |                                     | Strictly Come Dancing                     | в роли самого себя                            |
| 2011      | с   | Отряд супергероев                   | The Super Hero Squad Show                 | Незнакомец / Stranger                         |
| 2012      | с   | Виртуозы                            | Hustle                                    | Дин Девилль / Dean Deville                    |
| 2012      | с   | Уотсон и Оливер                     | Watson & Oliver                           | в роли самого себя                            |
| 2012—2016 | с   | Стрела                              | Arrow                                     | Малкольм Мерлин/Тёмный Лучник                 |
| 2012      | с   | Шоу атакует!                        | Attack of the Show!                       | в роли самого себя                            |
| 2012      | ф   | Цель номер один                     | Zero Dark Thirty                          | Джереми / Jeremy                              |
| 2013      | с   | Скандал                             | Scandal                                   | A Fixer                                       |
| 2013      | кор | (Почти) Пять Докторов: Перезагрузка | The Five(ish) Doctors Reboot              | в роли себя                                   |
| 2015—2017 | с   | Флэш                                | The Flash                                 | Малкольм Мерлин/Тёмный Лучник / Каттер Моран  |
| 2016      | с   | Царство                             | Reign                                     | Монро                                         |
| 2016—2017 | с   | Легенды завтрашнего дня             | Legends of Tomorrow                       | Малкольм Мерлин/Тёмный Лучник                 |

## Роли в театре
| Год       | Название                                | Роль              | Место проведения                                                   |
| --------- | --------------------------------------- | ----------------- | ------------------------------------------------------------------ |
| 1989      | Anything Goes                           | Билли Крокер      | Prince Edward Theatre, London                                      |
| 1990—1991 | Мисс Сайгон                             | Крис              | Theatre Royal, Drury Lane, London                                  |
| 1991      | Matador                                 | Доминго Эрнандес  | Queen’s Theatre, London                                            |
| 1992      | Призрак Оперы                           | Рауль             | Her Majesty’s Theatre, London                                      |
| 1993      | Rope                                    | Виндэм Брэндон    | Minerva Theatre, Chichester                                        |
| 1993      | Волосы                                  | Клод              | The Old Vic, London                                                |
| 1993—1994 | Мисс Сайгон                             | Крис              | Theatre Royal, Drury Lane, London                                  |
| 1994      | Бульвар Сансет                          | Джо Гиллис        | Adelphi Theatre, London                                            |
| 1996      | Бульвар Сансет                          | Джо Гиллис        | Minskoff Theatre, New York                                         |
| 1996      | Red Red Rose                            | Роберт Бернс      | Concert Hall, Aarhus, Denmark                                      |
| 1997      | Aspects of Love                         | Алекс             | Olympia Theatre, Dublin (6 weeks), Cork Opera House, Cork (1 week) |
| 1997      | The Fix                                 | Кэл Чендлер       | Donmar Warehouse, London                                           |
| 1997      | Эвита                                   | Че                | Oslo Spektrum, Oslo, Norway                                        |
| 1998      | Hey, Mr. Producer!                      | Кэл Чендлер       | Lyceum Theatre, London                                             |
| 1998      | Putting It Together                     | Молодой человек   | Mark Taper Forum, Los Angeles                                      |
| 1999      | Красавица и чудовище                    | Чудовище/Принц    | Dominion Theatre, London                                           |
| 1999—2000 | Putting It Together                     | Молодой человек   | Ethel Barrymore Theatre, New York                                  |
| 2002      | Company                                 | Бобби             | Kennedy Center, Washington, DC                                     |
| 2002—2003 | Anything Goes                           | Билли Крокер      | National Theatre, London                                           |
| 2003      | Love’s Labour’s Lost                    | Dumaine           | National Theatre, London                                           |
| 2003      | The Beautiful and Damned                | Ф. С. Фицджеральд | Yvonne Arnaud Theatre, Guildford                                   |
| 2003—2004 | Anything Goes                           | Билли Крокер      | Theatre Royal, Drury Lane, London                                  |
| 2004      | Чикаго                                  | Билли Флинн       | Adelphi Theatre, London                                            |
| 2005      | A Few Good Men                          | Lt Jack Ross      | Theatre Royal Haymarket, London                                    |
| 2005—2006 | Золушка                                 | Прекрасный Принц  | New Wimbledon Theatre, London                                      |
| 2006—2007 | Джек и Бобовый стебель                  | Джек              | New Theatre, Cardiff                                               |
| 2007—2008 | Аладдин                                 | Аладдин           | Hippodrome Theatre, Birmingham                                     |
| 2008—2009 | Robin Hood: The Pantomime Adventure     | Робин Гуд         | Hippodrome Theatre, Birmingham                                     |
| 2009      | Клетка для чудиков                      | Альбен/Заза       | Playhouse Theatre, London                                          |
| 2009—2010 | Robin Hood: The Pantomime Adventure     | Робин Гуд         | New Theatre, Cardiff                                               |
| 2010—2011 | Аладдин                                 | Аладдин           | Clyde Auditorium, Glasgow                                          |
| 2011—2012 | Робинзон Крузо и Пираты Карибского Моря | Робинзон Крузо    | Clyde Auditorium, Glasgow                                          |
| 2012—2013 | Jack and The Beanstalk                  | Джек              | Clyde Auditorium, Glasgow                                          |